# Kỳ đài (Huế)
Kỳ đài (Chữ nôm: 旗臺) của Kinh thành Huế, còn gọi là Cột cờ Kinh thành Huế là một di tích kiến trúc thời nhà Nguyễn, nằm chính giữa mặt nam của Kinh thành Huế thuộc phạm vi pháo đài Nam Chánh cũng là nơi treo cờ của triều đình.

## Kiến trúc
Kỳ đài được xây dựng vào năm Gia Long thứ 6 (1807)  cùng thời gian xây dựng kinh thành. Đến thời Minh Mạng, Kỳ Đài được tu sửa vào các năm 1829, 1831 và 1840.
Kỳ đài gồm hai phần: đài cờ và cột cờ.
- Đài cờ gồm ba tầng hình chóp cụt chữ nhật chồng lên nhau. Tầng thứ nhất cao hơn 5,5 m, tầng giữa cao khoảng 6 m, tầng trên cùng cao hơn 6 m. Tổng cộng của ba tầng đài cao khoảng 17,5 m [1]. Từ mặt đất lên tầng dưới bằng một lối đi nhỏ ở phía trái Kỳ Đài, tầng dưới thông với tầng giữa bằng một cửa vòm rộng 4 m, tầng giữa thông với tầng trên cùng cũng bằng một cửa vòm rộng 2 m. Đỉnh mỗi tầng có xây một hệ thống lan can cao 1 m được trang trí bằng gạch hoa đúc rỗng. Nền ba tầng lát gạch vuông và gạch vồ, có hệ thống thoát nước mưa xuống dưới. Trước đây còn có hai chòi canh và tám khẩu đại bác.
- Cột cờ nguyên xưa làm bằng gỗ, gồm hai tầng, cao gần 30 m. Năm Thiệu Trị thứ sáu (1846), cột cờ được thay bằng một cây cột gỗ dài hơn 32 m. Đến năm Thành Thái thứ mười sáu (1904), cột cờ này bị một cơn bão lớn quật gãy, nên sau phải đổi làm bằng ống gang. Năm 1947, khi quân Pháp tái chiếm Huế, cột cờ lại bị pháo bắn gãy một lần nữa. Năm 1948, cột cờ bằng bê tông cốt sắt với tổng chiều cao 37 m hiện nay mới được xây dựng [1].

## Chức năng

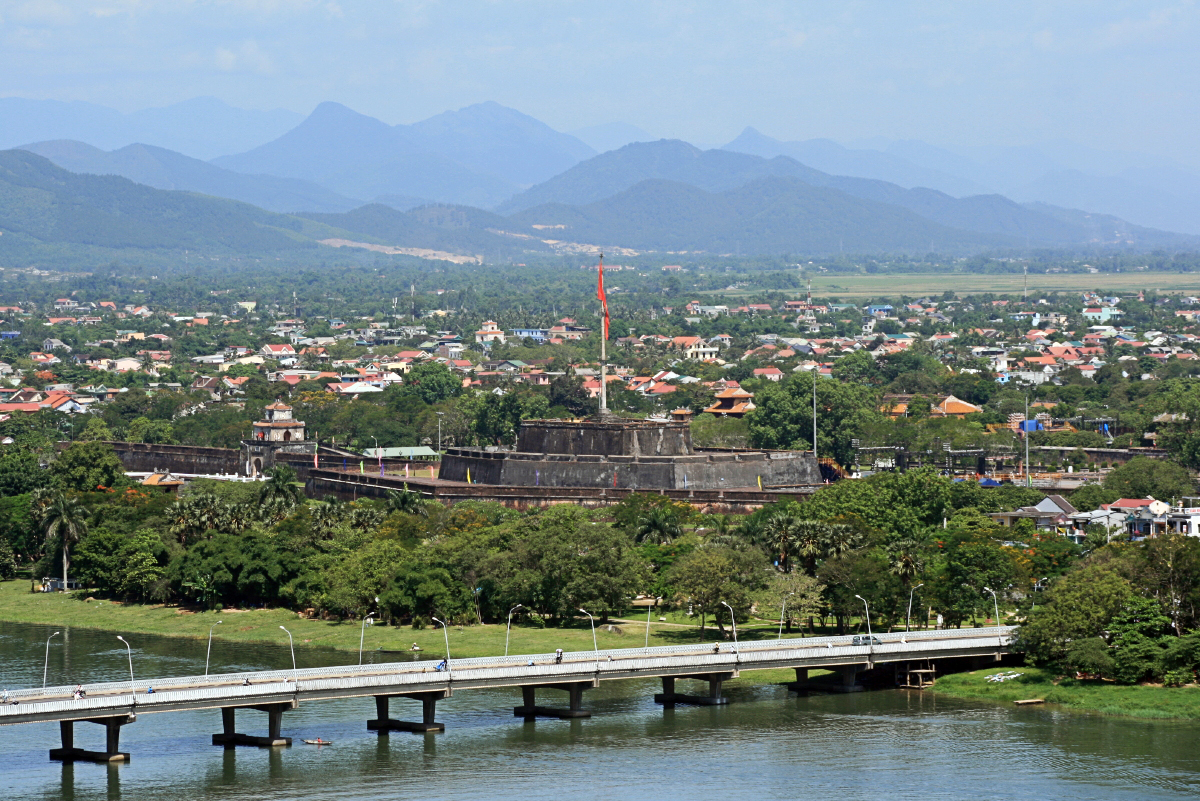
Kỳ Đài và một đoạn thành Huế

Thời Nguyễn, trong tất cả các dịp lễ tiết, chầu mừng, tuần du cho đến việc cấp báo đều có hiệu cờ. Trên đỉnh cột cờ còn đặt một trạm quan sát gọi là Vọng Đẩu. Thỉnh thoảng, lính canh phải trèo lên Vọng Đẩu dùng kính Thiên lý quan sát ngoài bờ biển.
Ngày 23/8/1945, sau khi Bảo Đại thoái vị, lá cờ đỏ sao vàng của nước Việt Nam Dân chủ Cộng hòa đã thay thế cho lá cờ hình quẻ ly của triều đình Nguyễn. Trong Sự kiện Tết Mậu Thân năm 1968, 8 giờ sáng ngày 31/1/1968, Quân Giải phóng miền Nam chiếm được Kỳ đài và lá cờ của Mặt trận Dân tộc Giải phóng miền Nam Việt Nam được kéo lên trong 26 ngày đêm. Đến ngày 24/2/1968, Đại đội Hắc Báo, thuộc Sư đoàn bộ binh 1 - Quân lực Việt Nam Cộng hòa chiếm lại Kỳ đài và hạ lá cờ này xuống.
Ngày 26/3/1975, sau khi giành thắng lợi trong Chiến dịch Huế - Đà Nẵng, lá cờ dài 12 m, rộng 8 m của Mặt trận Dân tộc Giải phóng miền Nam Việt Nam lại được kéo lên Kỳ đài.